# 하레도케
맑음 시계(일본어: 晴れ時計 하레도케[*])는 GARNET CROW의 19번째 싱글이다. 2005년 11월 23일 GIZA studio에서 발매되었다.
전곡의 작곡은 나카무라 유리, 작사는 아즈키 나나, 편곡은 후루이 히로히토가 맡았다.
전작인〈네가 마음속에 그린 꿈을 모은 HEAVEN〉에 이어 애니메이션〈메르헤븐〉의 오프닝 곡으로 사용되었다. 초회반에는 애니메이션 오리지널 스티커가 포함되어있다.
정규 앨범〈THE TWILIGHT VALLEY〉에 수록되었을때, 소책자에 가사가 수록되지 않은 일이 있었다.

## 수록곡
1. 맑음 시계
2. 예를 들면 12월 밤에 (일본어: たとえば12月の夜に)
3. CANDY POP
4. 맑음 시계 (Instrumental)

## 차트 성적
- 최고순위 13위 (오리콘)